# Thinadhoo (Felidhu-Atoll)
Thinadhoo ist eine Insel des Felidhu-Atolls im Inselstaat Malediven in der Lakkadivensee (Indischer Ozean). Sie gehört zum Verwaltungsatoll Vaavu. 2014 hatte sie 73 Bewohner.

## Geographie
Die Insel liegt im Ostrand des Atolls, ist etwa 600 m lang und bis zu 200 m breit.